# Route nationale 18 (Luxembourg)
Pour les articles homonymes, voir N18 et Route nationale 18.
La route nationale 18 est une route nationale luxembourgeoise reliant Marnach à Antoniushof.